# Meijendel & Berkheide
Meijendel & Berkheide este o arie protejată (arie specială de conservare — SAC, sit de importanță comunitară — SCI) din Țările de Jos întinsă pe o suprafață de 2.878 ha, integral pe uscat.

## Localizare
Centrul sitului Meijendel & Berkheide este situat la coordonatele 52°08′56″N 4°21′12″E / 52.149°N 4.3532°E.

## Înființare
Situl Meijendel & Berkheide a fost declarat sit de importanță comunitară în decembrie 1996 pentru a proteja 4 specii de animale. Situl a fost protejat și ca arie specială de conservare în mai 2013.

## Biodiversitate
Situată în ecoregiunea atlantică, aria protejată conține 8 habitate naturale: Dune mobile cu vegetație embrionară, Dune mobile de-a lungul țărmului cu Ammophila arenaria („dune albe”), Dune de coastă fixe cu vegetație erbacee („dune gri”), Dune cu Hyppophaë rhamnoides, Dune împădurite din regiunile atlantică, continentală și boreală, Depresiuni intradunale umede, Ape puternic oligomezotrofe cu vegetație bentonică cu Chara spp., Liziere de ierburi înalte hidrofile de câmpie și de nivel montan până la alpin.
La baza desemnării sitului se află mai multe specii protejate:
- amfibieni (1): triton cu creastă (Triturus cristatus)
- mamifere (1): liliac de iaz (Myotis dasycneme)
- nevertebrate (1): Vertigo angustior
- pești (1): zvârluga (Cobitis taenia)